# Jodie Williams
Jodie Alicia Williams (* 28. September 1993 in Welwyn Garden City, Hertfordshire) ist eine ehemalige britische Leichtathletin, die sich auf den Sprint spezialisiert hat.

## Sportliche Laufbahn
Erste internationale Erfahrungen sammelte Jodie Williams 2009 bei den Jugendweltmeisterschaften in Brixen, bei denen sie im 100-Meter-Lauf in 11,39 s die Goldmedaille gewann, wie auch über 200 Meter in 23,08 s. Im Jahr darauf siegte sie bei den Juniorenweltmeisterschaften in Moncton in 11,40 s über 100 Meter und gewann im 200-Meter-Lauf in 23,19 s die Silbermedaille und konnte mit der britischen 4-mal-100-Meter-Staffel ihren Finallauf nicht beenden. 2011 nahm sie im 60-Meter-Lauf an den Halleneuropameisterschaften in Paris teil und wurde dort mit Egalisierung ihrer Bestleistung von 7,21 s Vierte. Im Juli siegte sie bei den Junioreneuropameisterschaften in Tallinn in 11,18 s über 100 Meter sowie in 22,94 s über 200 Meter und gewann mit der Staffel in 45,00 s die Bronzemedaille. 2012 gelangte sie bei den Hallenweltmeisterschaften in Istanbul über 60 Meter bis in das Halbfinale und schied dort mit 7,32 s aus. Im Jahr darauf siegte sie bei den U23-Europameisterschaften in Tampere in 22,92 s über 200 Meter und gewann in 11,42 s die Silbermedaille über 100 Meter. Zudem sicherte sie sich mit der Staffel in 43,83 s ebenfalls die Silbermedaille. Über 200 Meter qualifizierte sie sich damit für die Weltmeisterschaften in Moskau, bei denen sie mit 23,21 s im Halbfinale ausschied.
Bei den IAAF World Relays 2014 auf den Bahamas erreichte sie in der 4-mal-100-Meter-Staffel in 42,75 s Rang fünf und anschließend nahm sie erstmals an den Commonwealth Games in Glasgow teil und gewann dort in 22,50 s die Silbermedaille über 200 Meter hinter der Nigerianerin Blessing Okagbare. Zudem gewann sie mit der englischen Mannschaft in der 4-mal-100-Meter-Staffel in 43,10 s die Bronzemedaille hinter den Mannschaften aus Jamaika und Nigeria. Im August gelangte sie bei den Europameisterschaften in Zürich über 200 Meter bis in das Finale und gewann dort mit neuer Bestleistung von 22,46 s die Silbermedaille hinter der Niederländerin Dafne Schippers. Anschließend siegte sie mit der britischen Staffel mit Landesrekord von 42,24 s. Im Jahr darauf kam sie bei den Weltmeisterschaften in Peking in der Staffel zum Einsatz und belegte dort mit 42,10 s im Finale den vierten Platz. 2016 nahm sie über 200 Meter erneut an den Europameisterschaften in Amsterdam teil und wurde dort in 22,96 s Sechste. Zudem qualifizierte sie sich für die Teilnahme an den Olympischen Spielen in Rio de Janeiro, bei denen sie mit 22,99 s im Halbfinale ausschied.
Trotz zwei eher durchwachsenen Saisonen konnte sie 2018 bei den Europameisterschaften in Berlin über 200 Meter an den Start gehen und schied dort mit 23,28 s im Halbfinale aus. Im Jahr darauf qualifizierte sie sich für die Weltmeisterschaften in Doha, bei denen sie über 200 Meter mit 22,78 s im Halbfinale ausschied und sie mit der 4-mal-400-Meter-Staffel in 3:23,02 min auf den vierten Platz gelangte. 2021 gewann sie bei den Halleneuropameisterschaften in Toruń mit neuer Bestleistung von 51,73 s die Bronzemedaille im 400-Meter-Lauf hinter der Niederländerin Femke Bol und Justyna Święty-Ersetic aus Polen. Zudem gewann sie mit der 4-mal-400-Meter-Staffel in 3:28,20 min die Silbermedaille hinter dem Team aus den Niederlanden. Bei den Olympischen Spielen in Tokio belegte sie im Finale über 400 m mit persönlicher Bestzeit von 49,97 s den sechsten Platz. Mit der britischen 4-mal-400-Meter-Staffel belegte sie den fünften Platz. 2022 gewann sie bei den Commonwealth Games in Birmingham in 51,26 s die Bronzemedaille über 400 Meter hinter der Barbadierin Sada Williams und ihrer Landsfrau Victoria Ohuruogu. Zudem wurde sie mit der englischen 4-mal-400-Meter-Staffel disqualifiziert. Anschließend belegte sie bei den Europameisterschaften in München in 22,85 s den vierten Platz über 200 Meter und gewann mit der Staffel in 3:21,74 min die Bronzemedaille hinter den Teams aus den Niederlanden und Polen. 2024 startete sie mit der britischen 4-mal-400-Meter-Staffel bei den Olympischen Sommerspielen in Paris und verhalf dort dem Team zum Finaleinzug und trug damit zum Gewinn der Bronzemedaille bei. Daraufhin verkündete sie das Ende ihrer aktive sportlichen Karriere im Alter von 31 Jahren.
In den Jahren 2014, 2019 und 2021 wurde Williams britische Meisterin im 200-Meter-Lauf sowie 2021 über 400 Meter. Zudem wurde sie 2011 Hallenmeisterin über 60 Meter. 

## Persönliche Bestzeiten
- 100 Meter: 11,17 s (+2,0 m/s), 4. Mai 2019 in Lubbock
  - 60 Meter (Halle): 7,21 s, 5. März 2011 in Paris
- 200 Meter: 22,46 s (−0,5 m/s), 15. August 2014 in Zürich
- 400 Meter: 49,97 s, 4. August 2021 in Tokio
  - 400 Meter (Halle): 51,73 s, 6. März 2021 in Toruń